# BeBox

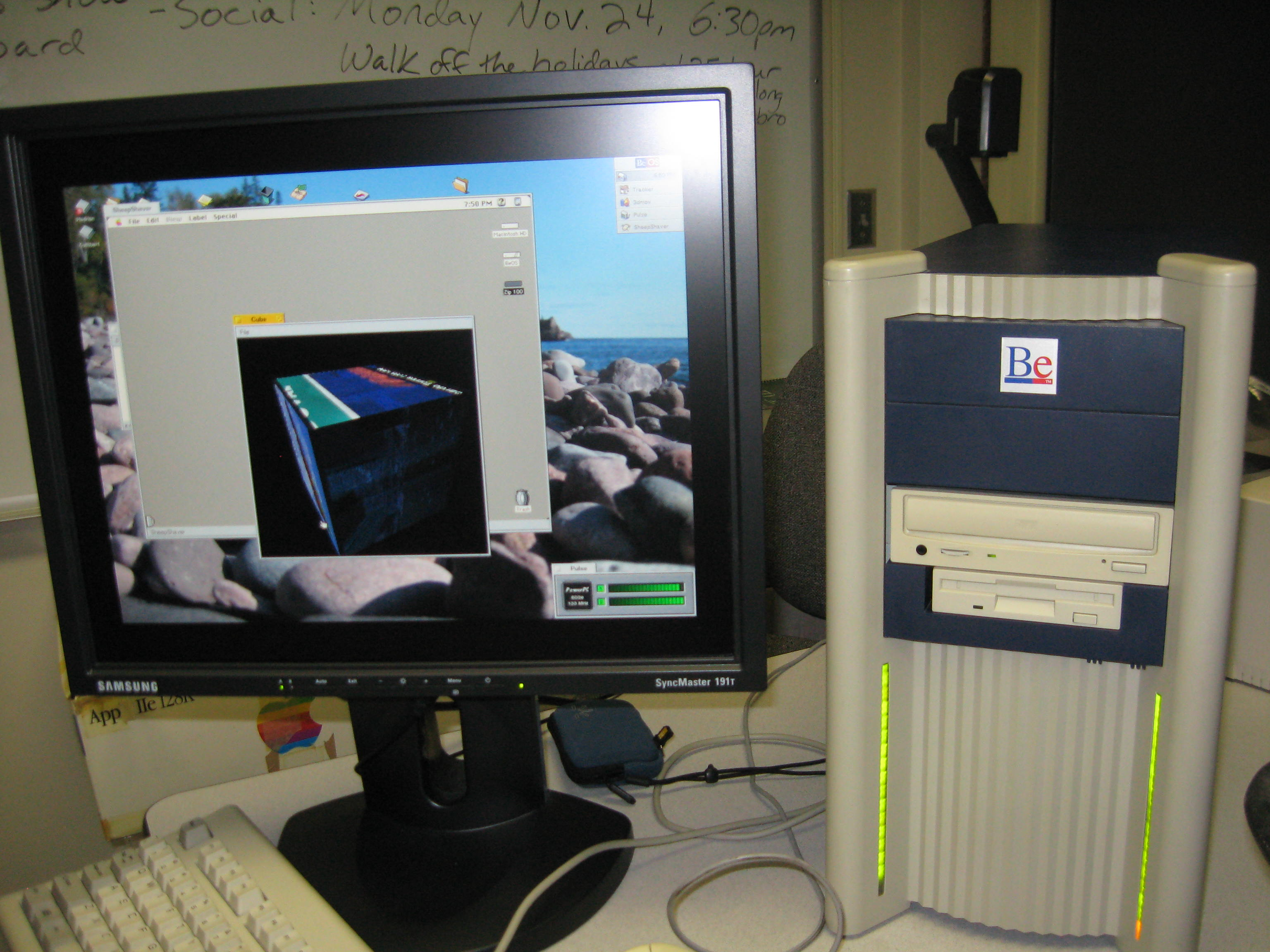
BeBox

BeBox は、Be社が製造していたデュアルプロセッサのパーソナルコンピュータである。同社のオペレーティングシステムである BeOS が搭載されていたが、短命に終わった。
BeBox が登場したのは1995年10月 (BeBox Dual603-66) で、1996年8月には 133MHz にアップグレード (BeBox Dual603e-133) した。しかし、Macintosh に BeOS を移植したBe社はソフトウェア専門に転換し、1996年末に BeBox は製造中止となった。販売総数は、66MHz が約1000台、133MHz が約800台である。

## ハードウェア仕様
初期のプロトタイプには、AT&T の Hobbit プロセッサが2基と、AT&T 9308S DSP が3基搭載されていた。
以下は量産モデルのスペックである。
筐体の前面には CPU の動作状況を示す、左右にそれぞれ1列のLEDがあり、背面には各種の実験に利用できる GeekPort を備えている。
- CPU には 66MHz または 133MHz の PowerPC 603 を2基搭載。200MHz の CPU を2基または4基搭載したプロトタイプもあったが、公開はされていない。
- GeekPort とは、デジタルとアナログの I/O と DC電源を備えた37ピンのコネクタで、ISAバス上に実装されている。
  - 8ビットの双方向 I/O ポートが2チャンネル
  - 12ビットのA/Dコンバータが4チャンネル
  - 8ビットのD/Aコンバータが4チャンネル
  - シグナルグラウンドが2ピン
  - 電源とグラウンドが11ピン
    - +5Vが2ピン、+12Vが1ピン、-12Vが1ピン、グラウンドが7ピン